# Група дубів-1
Група дубів-1 — ботанічна пам'ятка природи місцевого значення. Об'єкт розташований на території Любешівського району Волинської області, ДП «Любешівське ЛГ», Білоозерське лісництво, кв. 54, вид. 6.
Площа — 0,2 га, статус отриманий у 1972 році. 
Охороняється група з 18 екземплярів дуба звичайного (Quercus robur), віком близько 200 років, висаджена на березі озера Біле на честь початку спорудження Дніпро-Бузького каналу.